# Erwin Aschenbrenner

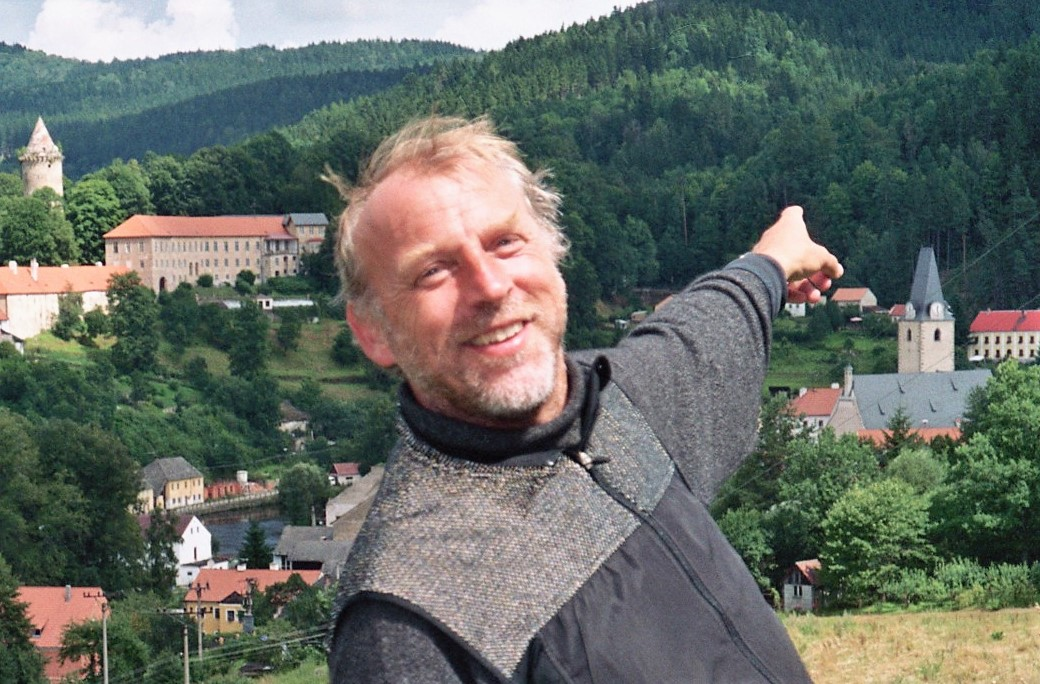
Erwin Aschenbrenner (2005)

Erwin Aschenbrenner (* 1954) ist ein deutscher Unternehmer, Reiseleiter und Böhmerwald-Experte.

## Leben
Aschenbrenner wuchs in Lam im Böhmerwald auf. Er studierte von 1975 bis 1981 katholische Theologie und Mathematik, danach Soziologie, Philosophie und Religionswissenschaften an der Universität Regensburg. Als Theologe stellte er sich im Umfeld der Franziskus-Marterl-Gemeinde in den Widerstand gegen die Wiederaufarbeitungsanlage Wackersdorf. Nach längeren Aufenthalten in Südostasien und Südamerika wurde er 1988 mit der Dissertation Kultur – Kolonialismus – Kreative Verweigerung: Elemente einer antikolonialistischen Kulturtheorie zum Dr. phil. promoviert.
1989 gründete Aschenbrenner das Bildungsprojekt „Reisen mit Einsicht“, das Qualifikationsseminare für sanften Tourismus sowie mehrwöchige Modellreisen nach Südamerika organisierte. Unmittelbar nach dem Fall des Eisernen Vorhangs verlagerte er seinen Schwerpunkt von der Bildungsarbeit zu fernen Ländern der Dritten Welt zur Bildungsarbeit und zu Begegnungsreisen in die östlichen Nachbarländer der ehemaligen „Zweiten Welt“.
In Zusammenarbeit mit dem Evangelischen Bildungswerk Regensburg und weiteren staatlichen und kirchlichen Bildungseinrichtungen baute Aschenbrenner das Projekt Böhmische Dörfer auf, das das „sanfte“ Erkunden der anderen Kulturen in der Nachbarschaft zum Ziel hatte. Später benannte er das Projekt um in Begegnung mit Böhmen und verband die Bildungsarbeit mit Wander-, Rad-, Skilanglauf- und Bahn-Reisen in Tschechien. 1998 gründete er Begegnung mit Böhmen als Unternehmen für Aktiv- und Kulturreisen. Schwerpunkt seiner Reisen mit kleinen Gruppen wurden historische und literarische Orte und Geschichten östlicher Nachbarländer. Dabei reisten im Schnitt über 80 % der Kunden per Bahn an, die Bezahlung des Reisepreises erfolgte – unüblich in der Tourismusbranche – erst nach der Reise, ohne jede Anzahlung.
Ab 2001 umfassten die Angebote neben Tschechien weitere östliche Regionen und Länder (Slowakei, Polen, Slowenien, Österreich, Ostbayern). Das Konzept und seine Umsetzungen gewannen mehrfach Auszeichnungen, insbesondere Nachhaltigkeitspreise von Reiseredaktionen (GeoSaison, Sonntag Aktuell, Travel One), Naturschutzverbänden (unter anderem BUND, Unternehmensgrün, Oekom-Verlag, UNWTO, DBU) und Kulturinstituten (Centrum Bavaria Bohemia/Brückenbauer, Freundeskreis deutsch-tschechischer Verständigung).
Aschenbrenner war Ideengeber für den von wechselnden Künstlern und Künstler-Gruppen begleiteten „Zug zur Kultur“ von München nach Pilsen, ein Partnerprojekt Bayerns zur Europäischen Kulturhauptstadt Pilsen 2015.
2019 gab Aschenbrenner die Leitung seines Unternehmens ab, arbeitet aber weiter als Begleiter der Begegnungsreisen mit. Zudem organisiert er seit 2023 zusammen mit Kulturexperten und Stadträten stadtpolitische Radtouren in seiner Heimatstadt Regensburg.
Aschenbrenner ist verheiratet und hat eine Tochter.

## Auszeichnungen (Auswahl)
- 2001: Preis der Hoffnung und Verständigung, gemeinsam verliehen von Strana zelených in Prachatice (Partei der Grünen, Kreis Prachatice) und Bündnis 90/Die Grünen sowie ÖDP (Kreisverbände Freyung-Grafenau).
- 2001: 2. Bundessieger TopTeamNatour, verliehen von der Deutschen Bundesstiftung Umwelt.
- 2004: Touristikpreis von Sonntag Aktuell.
- 2005: Goldenes Herz für Europa, verliehen vom Freundeskreis deutsch-tschechischer Verständigung e. V.
- 2005: Sonderpreis NetsAward von ECOTRANS, der Welttourismusorganisation der Vereinten Nationen (UNWTO) und dem Österreichischen Bundesministerium Klimaschutz und Umwelt.
- 2009: Brückenbauer/stavitel mostu, verliehen vom Centrum Bavaria Bohemia.[11][12]
- 2001–2013: 4 Auszeichnungen Goldene Palme von GEO Saison (2001: 1. und 3. Preis, 2005: 1. Preis, 2013: 3. Preis).[10]
- 2014: Nachhaltigkeitspreis von Travel One.

## Schriften (Auswahl)
- Kultur – Kolonialismus – kreative Verweigerung: Elemente einer antikolonialistischen Kulturtheorie (zugl. Diss.), Breitenbach, Saarbrücken – Fort Lauderdale 1990, ISBN 978-3-88156-467-0.
- Massentourismus – Dekadenz oder Demokratie? Zur Kritik des touristischen Exodus. IN: Wende im Tourismus, vom Umweltbewusstsein zu einer neuen Reisekultur, hrsg. von Karl-H. Klingenberg ... in Verbindung mit Erwin Aschenbrenner, Verl.-Werk der Diakonie, Stuttgart 1991, ISBN 978-3-923110-71-1.
- Böhmerwald und Moldautal, Pietsch, Stuttgart 1995, ISBN 978-3-613-50233-8.

## TV-Dokumentation
- Lust auf Böhmen in der Sendereihe Wir in Bayern (Autorin & Regie: Lisa Eder), Bayerischer Rundfunk, 2007